# 6時です!4チャンネル
『6時です!4チャンネル』（ろくじです よんチャンネル）は、1982年4月5日から1983年3月31日まで日本テレビで放送されていた報道番組である。放送時間は毎週月曜 - 金曜 18:00 - 18:30 （日本標準時）。

## 概要
それまで日本テレビは、平日18時台にアニメ・特撮などの子供向け番組（再放送または新作）、全国ニュースの『NNN JUST NEWS』、そして5 - 10分程度のローカルニュースを併存させていたが、この番組の放送開始によって18時台全体をニュース番組の放送に使うことになった。
ニュース、記者リポート、スポーツ情報、天気予報などによって構成のテレビマガジン的なコンセプトの番組で、「テレビ界初の移動スタジオ出現！あなたのご近所へおじゃまします！」をキャッチフレーズにしていた。関東ローカルの番組であり、番組タイトルにある「4チャンネル」は日本テレビのチャンネル番号を指し示している。番組は、初代マイスタジオからの生放送を行っていた。番組テーマ曲は、作曲家の三枝成彰が手掛けた。直後の時間帯に放送の『NNN JUST NEWS』と同じく、番組制作は日本テレビ報道局が担当していた。
しかし、番組はわずか1年で終了。この撤退に関し、よみうりテレビなどの一部系列局からは報道軽視ではないかとの批判が出た（よみうりテレビにおいては社長が直々にこの編成対応を非難した）。18時台前半は再び子供向け番組が編成され、17時台前半にニュースが設定されたが、それから3年半後の1986年10月に『NNNライブオンネットワーク』がスタートしたことにより、18時台前半にニュースが再び編成された。

## 出演者
- キャスター：久能靖
- アシスタント：山下祐子（現・立花義家夫人） → 西依ちづる
- 情報カーパーソナリティ：神太郎
- スポーツキャスター：神和住純、長田渚左

## 移動スタジオ
番組の目玉として導入されたのが、「情報カー」と呼ばれていた特注車両である。マイクロバスベースの車体を改造した車両で、カメラから調整室に至るまでの中継機材を完備。通常のテレビ中継車としての機能・設備だけでなく、番組独自の機能も持たせていた。押ボタン式で50人のインスタント世論調査ができる電光板は、毎日同乗して現場に赴いていた情報カーパーソナリティ・神太郎と街の視聴者との「井戸端会議」を盛り上げた。日本テレビ社史に掲載されていた当時の宣伝記事によると「テレビ界本邦初の試みの移動スタジオで、関東地区のどこへでも移動は自由自在」とのこと。
以上のほかにも、情報カーには以下の設備があった。日本テレビ社史に掲載されていた当時の宣伝記事から要約・抜粋。
照明
冬季でも、太陽光なみの明るさを確保できた。
スピーカー
車両の前後2か所に設置されたスピーカーからステレオで音声を出せた。
電光板
コードの先のボタンを押せば、即座に世論調査ができた。
サテライトスタジオ（フロアスペース）
雨の日には、車両中にあるスタジオでインタビューを行った。
再録モニター
26インチモニターを四角に4台設置し、家庭用VTRも再生可能。
リモコンカメラ
屋根上に設置。移動スタジオに集まった視聴者を撮影し、モニターに映し出した。
発電機
燃料満タン状態で2日間連続発電可能の能力があった。
上記の宣伝記事などが掲載されていた日本テレビの社史によると、中継車としての機能を持ち合わせていたことから、番組の打ち切り後にも短期間ながら（中継車として）不定期に使われていたという。
| 日本テレビ 月曜 - 木曜18:00枠                | 日本テレビ 月曜 - 木曜18:00枠                        | 日本テレビ 月曜 - 木曜18:00枠 |
| 前番組                                       | 番組名                                               | 次番組                        |
| -------------------------------------------- | ---------------------------------------------------- | ----------------------------- |
| 巨人の星 再放送 【月曜 - 木曜17:30枠へ移動】 | 6時です!4チャンネル （1982年4月5日 - 1983年3月31日） | ルパン三世（第2作） 再放送    |
| 日本テレビ 金曜18:00枠                       |                                                      |                               |
| 六神合体ゴッドマーズ 【金曜17:30枠へ移動】   | 6時です!4チャンネル （1982年4月9日 - 1983年3月25日） | ルパン三世（第2作） 再放送    |
| 日本テレビ 夕方ローカルニュース              |                                                      |                               |
| NTVニュース                                  | 6時です!4チャンネル （1982年4月5日 - 1983年3月31日） | NTVニュース                   |